# Pat O'Malley (actor)

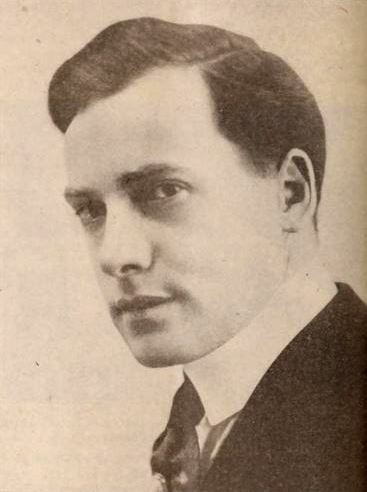
Pat O'Malley en 1917

Pat O'Malley (3 de septiembre de 1890 – 21 de mayo de 1966) fue un actor teatral, de vodevil y cinematográfico de nacionalidad estadounidense.

## Biografía
Nacido en Forest City, Pensilvania (Estados Unidos), su nombre completo era Patrick H. O'Malley Jr. Empezó a trabajar como operario ferroviario, e inició su carrera en el mundo del espectáculo como artista circense antes de trabajar en el cine. En 1915 se casó con la actriz Lillian Wilkes (fallecida el 15 de diciembre de 1976), con la que tuvo tres hijas, Sheila, Eileen y la actriz Kathleen O'Malley, esta última nacida en 1924.
Desde 1918 a 1927 actuó en numerosas películas mudas, como protagonista o como actor de reparto. Participó en clásicos como The Heart of Humanity, My Wild Irish Rose, The Virginian o Brothers Under the Skin. Su carrera declinó con la llegada del cine sonoro, siendo rápidamente relegado a papeles de reparto, aunque participó en un total de varios centenares de producciones.
En los años 1950 O'Malley conoció una nueva popularidad gracias al programa televisivo musical y de variedades Faye Emerson's Wonderful Town, producido por la CBS. En la siguiente década continuó trabajando en la televisión, destacando su trabajo en la serie The Twilight Zone (3 episodios. Su última actuación cinematográfica tuvo lugar en la película de Blake Edwards Días de vino y rosas.
Pat O'Malley falleció en Van Nuys, California, a causa de un infarto agudo de miocardio en 1966, a los 75 años de edad. Fue enterrado en el Cementerio San Fernando Mission Cemetery.

## Filmografía

### Cine mudo
- 1908 : Saved by Love
- 1915 : The Gap of Dunloe, de Sidney Olcott
- 1915 : The Voice of the Violin
- 1915 : The Glory of Clementina
- 1915 : Won Through Merit
- 1915 : Out of the Ruins
- 1915 : According to Their Lights
- 1915 : All for Old Ireland, de Sidney Olcott
- 1915 : Bold Emmett, Ireland's Martyr, de Sidney Olcott
- 1915 : On Dangerous Paths
- 1915 : The King of the Wire
- 1915 : A Sprig of Shamrock
- 1915 : The Slavey Student
- 1915 : What Happened on the Barbuda
- 1915 : The Widow's Breezy Suit
- 1915 : Gladiola
- 1915 : The Magistrate's Story
- 1915 : The Taint, de Sidney Olcott
- 1915 : Blade o' Grass
- 1916 : The Picture of Dorian Gray
- 1916 : Celeste of the Ambulance Corps
- 1916 : The Littlest Magdalene
- 1917 : The Law of the North
- 1917 : The Tell-Tale Step
- 1917 : The Love That Lives
- 1917 : The Barker
- 1917 : Your Obedient Servant
- 1917 : The Adopted Son
- 1918 : Her Boy
- 1918 : Hit-the-Trail Holliday
- 1918 : The Prussian Cur
- 1918 : She Hired a Husband
- 1918 : The Heart of Humanity
- 1919 : The Red Glove
- 1919 : False Evidence
- 1920 : The Prospector's Vengeance
- 1920 : The Blooming Angel
- 1920 : Sherry
- 1920 : Go and Get It, de Marshall Neilan y Henry Roberts Symonds
- 1920 : The Breath of the Gods, de Rollin S. Sturgeon
- 1920 : Dinty
- 1920 : The Heart of a Woman
- 1921 : The Breaking Point
- 1921 : Black Beauty
- 1921 : Bob Hampton of Placer
- 1921 : The Ten Dollar Raise
- 1921 : False Kisses
- 1922 : A Game Chicken
- 1922 : The Lying Truth
- 1922 : My Wild Irish Rose
- 1922 : Brothers Under the Skin, de E. Mason Hopper
- 1923 : The Last Hour
- 1923 : Brass
- 1923 : Slippy McGee
- 1923 : Wandering Daughters
- 1923 : The Virginian
- 1923 : Souls in Bondage
- 1923 : Cause for Divorce
- 1923 : The Eternal Struggle
- 1923 : The Man from Brodney's
- 1924 : Happiness
- 1924 : Fools' Highway
- 1924 : The Beauty Prize
- 1924 : The Fighting American
- 1924 : Bread
- 1924 : The Mine with the Iron Door
- 1924 : Worldly Goods
- 1925 : Let Women Alone
- 1925 : Tomorrow's Love
- 1925 : Proud Flesh, de King Vidor
- 1925 : The White Desert
- 1925 : The Teaser
- 1925 : The Fighting Cub
- 1926 : Watch Your Wife
- 1926 : The Midnight Sun
- 1926 : My Old Dutch
- 1926 : Spangles
- 1927 : Cheaters
- 1927 : Perch of the Devil
- 1927 : Pleasure Before Business
- 1927 : Woman's Law
- 1927 : The Rose of Kildare
- 1927 : A Bowery Cinderella
- 1927 : The Slaver
- 1928 : The House of Scandal
- 1929 : Alibi

### Cine sonoro
- 1929 : The Man I Love, de William A. Wellman
- 1930 : Die Maske fällt
- 1930 : The Fall Guy
- 1930 : Average Husband
- 1930 : Mothers Cry, de Hobart Henley
- 1931 : The Sky Spider
- 1931 : Homicide Squad
- 1931 : Night Life in Reno
- 1931 : The Lightning Warrior
- 1931 : Anybody's Blonde
- 1931 : The Fighting Marshal, de D. Ross Lederman
- 1931 : Hell Divers
- 1932 : The Shadow of the Eagle, de Ford Beebe y B. Reeves Eason
- 1932 : The Reckoning
- 1932 : High Speed
- 1932 : The Trial of Vivienne Ware
- 1932 : The Strange Love of Molly Louvain, de Michael Curtiz
- 1932 : Speed Madness
- 1932 : American Madness
- 1932 : Exposure
- 1932 : Attorney for the Defense
- 1932 : Klondike
- 1932 : Those We Love
- 1932 : The Fighting Gentleman
- 1932 : The Penal Code
- 1932 : Sundown Rider
- 1932 : Frisco Jenny
- 1933 : Parachute Jumper, de Alfred E. Green
- 1933 : Los crímenes del museo
- 1933 : Whirlwind
- 1933 : I Love That Man
- 1933 : Laughing at Life
- 1933 : Riot Squad
- 1933 : Before Dawn
- 1933 : Sing, Sinner, Sing
- 1933 : One Year Later
- 1933 : A Man of Sentiment
- 1933 : Curtain at Eight
- 1934 : The Perils of Pauline
- 1934 : Six of a Kind
- 1934 : Pirate Treasure
- 1934 : I've Got Your Number
- 1934 : Love Past Thirty
- 1934 : The Crime Doctor
- 1934 : Girl in Danger, de D. Ross Lederman
- 1934 : Death on the Diamond, de Edward Sedgwick
- 1934 : Among the Missing
- 1934 : Against the Law
- 1934 : Evelyn Prentice
- 1934 : I'll Fix It
- 1934 : Broadway Bill
- 1934 : Behold My Wife
- 1934 : Fugitive Lady
- 1935 : Mystery Woman
- 1935 : Behind the Evidence
- 1935 : After Office Hours
- 1935 : The Whole Town's Talking, de John Ford
- 1935 : Death Flies East
- 1935 : The Perfect Clue
- 1935 : Princess O'Hara
- 1935 : The Drunkard
- 1935 : The Miracle Rider
- 1935 : Ten Dollar Raise
- 1935 : Men of the Hour
- 1935 : Public Hero#1
- 1935 : Ginger, de Lewis Seiler
- 1935 : Lady Tubbs
- 1935 : Man on the Flying Trapeze, de Clyde Bruckman
- 1935 : Ladies Love Danger
- 1935 : Wanderer of the Wasteland
- 1935 : Agente especial (Special Agent)
- 1935 : Heir to Trouble
- 1935 : His Family Tree
- 1935 : This Is the Life, de Marshall Neilan
- 1935 : Charlie Chan in Shanghai
- 1935 : Metropolitan, de Richard Boleslawski
- 1935 : Rendez-vous
- 1935 : Paddy O'Day, de Lewis Seiler
- 1935 : The Fighting Marines, de B. Reeves Eason y Joseph Kane
- 1935 : A Thrill for Thelma
- 1935 : We're Only Human
- 1936 : Exclusive Story, de George B. Seitz
- 1936 : Moonlight Murder
- 1936 : Sky Parade
- 1936 : The Country Beyond
- 1936 : Trouble for Two, de J. Walter Ruben
- 1936 : The Big Noise
- 1936 : San Francisco
- 1936 : High Tension
- 1936 : Crash Donovan
- 1936 : His Brother's Wife
- 1936 : 36 Hours to Kill
- 1936 : Charlie Chan at the Race Track
- 1936 : The Case of the Velvet Claws
- 1936 : Hollywood Boulevard
- 1936 : Straight from the Shoulder
- 1936 : Old Hutch
- 1936 : Rose Bowl
- 1936 : Wanted: Jane Turner
- 1936 : Beloved Enemy
- 1936 : Mysterious Crossing
- 1937 : Woman-Wise
- 1937 : The Great Hospital Mystery
- 1937 : Parnell
- 1937 : Meet the Missus
- 1937 : Ever Since Eve
- 1937 : Wild West Days
- 1937 : San Quentin
- 1937 : Fit for a King
- 1937 : Music for Madame
- 1937 : Alcatraz Island
- 1937 : Submarine D-1
- 1938 : Bringing Up Baby
- 1938 : He Couldn't Say No
- 1938 : Island in the Sky
- 1938 : Accidents Will Happen
- 1938 : Speed to Burn, de Otto Brower
- 1938 : This Marriage Business, de Christy Cabanne
- 1938 : Always Goodbye
- 1938 : Little Tough Guy
- 1938 : Keep Smiling
- 1938 : Mysterious Mr. Moto
- 1938 : Ángeles con caras sucias
- 1939 : The Phantom Creeps
- 1939 : Persons in Hiding
- 1939 : Let Us Live!, de John Brahm
- 1939 : My Son Is a Criminal
- 1939 : Secret Service of the Air, de Noel M. Smith
- 1939 : Inside Story
- 1939 : Sergeant Madden
- 1939 : They Made Her a Spy
- 1939 : Romance of the Redwoods
- 1939 : Dodge City
- 1939 : The Man Who Dared, de Crane Wilbur
- 1939 : Women in the Wind
- 1939 : Unmarried, de Kurt Neumann
- 1939 : Wolf Call
- 1939 : Five Came Back, de John Farrow
- 1939 : Stunt Pilot
- 1939 : Mr. Moto Takes a Vacation
- 1939 : Frontier Marshal
- 1939 : The Housekeeper's Daughter
- 1939 : Dust Be My Destiny
- 1939 : Smashing the Money Ring
- 1939 : Los violentos años veinte, de Raoul Walsh
- 1939 : The Night of Nights
- 1939 : The Light That Failed
- 1939 : Invisible Stripes, de Lloyd Bacon
- 1940 : Emergency Squad
- 1940 : Remember the Night
- 1940 : The Man Who Wouldn't Talk
- 1940 : The Saint's Double Trouble
- 1940 : Castle on the Hudson
- 1940 : The House Across the Bay
- 1940 : Shooting High, de Alfred E. Green
- 1940 : Tear Gas Squad
- 1940 : Pony Express Days
- 1940 : Rocky Mountain Rangers
- 1940 : Girl in 313
- 1940 : A Fugitive from Justice
- 1940 : Girl from Avenue A
- 1940 : River's End
- 1940 : Captain Caution
- 1940 : A Little Bit of Heaven
- 1940 : A Dispatch from Reuter's
- 1940 : East of the River
- 1940 : Youth Will Be Served
- 1940 : Little Nellie Kelly
- 1940 : The Bank Dick
- 1941 : The Green Hornet Strikes Again!
- 1941 : Back Street
- 1941 : Blonde Inspiration
- 1941 : The Great Mr. Nobody
- 1941 : Rage in Heaven
- 1941 : Footsteps in the Dark
- 1941 : Double Date
- 1941 : Knockout
- 1941 : Pals of the Pecos
- 1941 : Sky Raiders
- 1941 : Strange Alibi
- 1941 : Law of the Range
- 1941 : Your Last Act
- 1941 : Cracked Nuts, de Edward F. Cline
- 1941 : Private Nurse
- 1941 : Reg'lar Fellers
- 1941 : We Go Fast
- 1941 : Honky Tonk
- 1941 : Paris Calling
- 1942 : Blue, White and Perfect
- 1942 : Bombay Clipper
- 1942 : Cadets on Parade
- 1942 : Roxie Hart, de William A. Wellman
- 1942 : Always in My Heart, de Jo Graham
- 1942 : Gang Busters
- 1942 : Murder in the Big House
- 1942 : Larceny, Inc., de Lloyd Bacon
- 1942 : The Great Man's Lady
- 1942 : Junior G-Men of the Air
- 1942 : This Gun for Hire
- 1942 : Pacific Rendezvous
- 1942 : Top Sergeant, de Christy Cabanne
- 1942 : Thru Different Eyes
- 1942 : Hold 'Em Jail
- 1942 : Cairo
- 1942 : Deep in the Heart of Texas
- 1942 : The Glass Key
- 1942 : Gentleman Jim
- 1942 : Duck Soup
- 1942 : Quiet Please: Murder, de John Larkin
- 1942 : Over My Dead Body
- 1942 : Tennessee Johnson, de William Dieterle
- 1943 : G-men vs. the Black Dragon
- 1943 : Double Up
- 1943 : Batman
- 1943 : Mission to Moscow
- 1943 : A Stranger in Town
- 1943 : Redhead from Manhattan
- 1943 : The Man from Down Under
- 1943 : The Adventures of a Rookie
- 1943 : The Iron Major, de Ray Enright
- 1943 : The Phantom
- 1944 : The Racket Man, de D. Ross Lederman
- 1944 : Sailor's Holiday
- 1944 : The Whistler
- 1944 : The Adventures of Mark Twain
- 1944 : Roger Touhy, Gangster, de Robert Florey
- 1944 : The Desert Hawk
- 1944 : The Last Ride
- 1944 : An American Romance
- 1944 : Irish Eyes Are Smiling
- 1944 : The Missing Juror
- 1944 : She's a Sweetheart
- 1945 : Youth on Trial
- 1946 : One Way to Love
- 1946 : Blondie's Lucky Day
- 1946 : The Phantom Thief
- 1946 : The Walls Came Tumbling Down
- 1946 : The Man Who Dared, de John Sturges
- 1946 : The Return of Rusty
- 1946 : Boston Blackie and the Law
- 1946 : Singin' in the Corn
- 1947 : The Thirteenth Hour
- 1947 : Hard Boiled Mahoney
- 1947 : The Corpse Came C.O.D.
- 1947 : Key Witness
- 1948 : The Wreck of the Hesperus, de Elmer Clifton
- 1948 : Best Man Wins, de John Sturges
- 1948 : Blazing Across the Pecos, de Ray Nazarro
- 1948 : EL hombre de Colorado
- 1949 : Ambush
- 1949 : A Miss in a Mess
- 1949 : Challenge of the Range, de Ray Nazarro
- 1949 : Boston Blackie's Chinese Venture
- 1949 : Alias Nick Beal
- 1949 : The Crime Doctor's Diary
- 1949 : The Doolins of Oklahoma, de Gordon Douglas
- 1949 : The Secret of St. Ives
- 1949 : The Big Steal
- 1949 : The Reckless Moment
- 1949 : All the King's Men
- 1949 : Riders in the Sky
- 1950 : Mule Train
- 1950 : A Woman of Distinction
- 1950 : Kill the Umpire
- 1950 : Cow Town
- 1950 : Beyond the Purple Hills
- 1950 : The Blazing Sun
- 1950 : The Killer That Stalked New York, de Earl McEvoy
- 1951 : Whirlwind, de John English
- 1951 : Silver Canyon, de John English
- 1951 : Valley of Fire
- 1952 : The Old West
- 1952 : Border Saddlemates
- 1952 : The Quiet Man
- 1952 : Barbed Wire, de George Archainbaud
- 1952 : The Kid from Broken Gun
- 1952 : Eight Iron Men
- 1952 : Cautivos del mal
- 1953 : I Love Melvin, de Don Weis
- 1953 : On Top of Old Smoky, de George Archainbaud
- 1953 : The Girl Who Had Everything, de Richard Thorpe
- 1953 : The Great Diamond Robbery
- 1953 : The Wild One
- 1954 : A Star Is Born
- 1954 : Three Hours to Kill, de Alfred L. Werker
- 1955 : The Long Gray Line
- 1956 : Invasion of the Body Snatchers
- 1956 : Blackjack Ketchum, Desperado
- 1962 : Días de vino y rosas, de Blake Edwards
- 1964 : Apache Rifles